# Neuroglobina
Es una proteína perteneciente a la familia de globinas que fue descubierta recientemente, su expresión está más que todo limitada al sistema nervioso central y periférico aunque también se puede encontrar en el sistema endocrino. Tienen importancia para la homeostasis neuronal de oxígeno y evitar la hipoxia.

## Estructura
Solo tiene del 20% al 25% de la secuencia de aminoácidos que presenta la mioglobina y la hemoglobina. Estructuralmente, consta de ocho α-hélices que se nombran de la A a la H, y cavidades proteicas que pueden llegar a influenciar la forma de almacenamiento de ligandos y los caminos de difusión. Presenta ausencia de ligandos externos. La histidina en posición 7 de la hélice se une con el hierro de la posición 6 distal, de tal forma que cualquier ligando gaseoso tiene que competir con la histidina interna para unirse al hierro.
Estudios del gen de la neuroglobina han demostrado que presenta tres intrones, a diferencia de dos que es lo normal en la hemoglobina.